# Bron-Char (personaje)
Bron-Char es un personaje ficticio que aparece en los cómics estadounidenses publicados por Marvel Comics. Creado por el escritor Mark Waid y el artista Joe Kubert, el personaje debutó en Avengers Vol. 1, # 364 (julio de 1993). Fue miembro de la Legión Lunática. Destruyó uno de los escudos del Capitán América.
El personaje fue interpretado por Rune Temte en la película de Marvel Cinematic Universe Capitana Marvel (2019).

## Historial de publicación
El personaje apareció por primera vez en Avengers vol. 1, # 364 (julio de 1993), y fue creado por el escritor Mark Waid y el artista Joe Kubert. Fue presentado como parte de la Legión Lunática durante el arco de la historia Vive, Kree o Muere.

## Biografía
Bron Char estaba con la segunda alineación de la Legión Lunática liderada por Galen Kor cuando atacaron la base de Cabo Cañaveral, y emboscó al Capitán América y rompió el escudo triangular que llevaba en ese momento. Golpeó al Capitán América inicialmente, pero cuando el Capitán América vio a cuántas personas había estado experimentando el Kree, se puso furioso y golpeó a Bron Char.

## Poderes y habilidades
Bron-Char tiene una fuerza considerable para un Kree.

## En otros medios
Rune Temte aparece como Bron-Char en la película de 2019, Capitana Marvel. Esta versión es miembro de la Fuerza Estelar junto a Yon-Rogg, Carol Danvers (que en ese momento se conocía como "Vers"), Att-Lass, Minn-Erva y Korath el Perseguidor. Además de ser un experto en combate cuerpo a cuerpo, encuentra a Korath atractivo. Bron-Char se ve por primera vez cuando él y la Fuerza Estelar se dirigen a buscar un explorador Kree comprometido llamado Soh-Larr. Esto lleva a una emboscada de una facción de los Skrull liderados por Talos que termina con la captura de Vers. Después de que Vers escapa a la Tierra y contacta a Yon-Rogg, Bron-Char acompaña a la Fuerza Estelar y algunos soldados Kree en su viaje a la Tierra, donde se descubrió que Mar-Vell escondió a algunos refugiados Skrull en su nave. Después de que Carol Danvers lucha contra el control de la Inteligencia Suprema y quema el implante que limita sus habilidades, lucha contra la Fuerza Estelar y somete a Bron-Char.